# Baluachraig Cup and Ring Marks
De Baluachraig Cup and Ring Marks zijn rotskervingen uit de bronstijd, gelegen 1,6 kilometer ten zuidzuidwesten van Kilmartin in Kilmartin Glen in de Schotse regio Argyll and Bute.

## Beschrijving
De Baluachraig Cup and Ring Marks dateren van 3000-2000 v. Chr. Een cup mark is een putje in de steen; een ring mark is een uitgehakte cirkel. De rotsen zijn versierd met 138 cup marks en 33 cup and ring marks, waarvan 17 met een enkele ring.
De rotsversieringen van Baluachraig zijn aangebracht met een stenen hamer op verschillende vlakken op drie rotsen en zouden daarom kunnen zijn aangebracht door verschillende groepen mensen. De aangetroffen cup and ring marks zijn simpel en zijn niet gecompliceerd zoals bij de Achnabreck Cup And Ring Marks.
Het doel van de versieringen is niet duidelijk, maar worden op verschillende plaatsen in Schotland en op het Europese vasteland gevonden. Wellicht hadden ze een religieuze functie.

## Beheer
De Baluachraig Cup and Ring Marks worden beheerd door Historic Environment Scotland, net als de 230 meter verderop gelegen Dunchraigaig Cairn. De rotsen zijn vrij toegankelijk.